# Љубав је свуда
Љубав је свуда песма је бивше женске поп групе Моје 3 којом су чланице Мирна, Сара и Невена 14. маја 2013. у Малмеу првом полуфиналу Песме Евровизије 2013. представљаје Србију. Нису се пласирале даље, у финале.

## Беосонг
Групу Моје 3 чиниле су финалисткиње Првог гласа Србије — Мирна Радуловић, Невена Божовић и Сара Јовановић. Са 10.994 гласа добијена СМС порукама, група је прошла у финале Беосонга 2013, избора за учесника Евровизије, док је са 25.959 гласова и постала представник Србије. Песму је компоновао Саша Милошевић Маре, док је текст написала Марина Туцаковић.
Песма говори о љубављу занесеној девојци (Невена). Она тражи савете, које и добија од свог анђела (Мирна) и ђаволка (Сара). Како не може да се одлучи кога пре да послуша, она прати смернице оба саводавалаца (мало хоћу, мало нећу; мало волим, мало не волим). Њену збуњеност ствара заљубљеност (пробала бих свашта са њим). Девојка и даље нема појма шта да ради (ја кô да сам луда), док крај радње ове разигране поп песме није строго одређен.

## Евровизија
Како је и обећао, композитор Маре је песму реаранжирао као одговор на то што је првобитну верзију критика ниско оценила. Нова, званична и прерађена верзија нумере објављена је 15. марта на званичном веб-сајту и Јутјуб каналу Евровизије, односно сутрадан у медијима. Измене су уочљиве првенствено у рефрену, док су, како је у питању студијска верзија, побољшани и вокали. Није снимљен спот, већ је једини видео материјал био снимак са Беосонга. Девојке су 14. маја 2013. у Малмеу наступале у првом полуфиналу такмичења. Нису се пласирале даље. Костими су промењени, а песма је уз пратеће вокале отпевана на српском. Снимљене су и верзија песме на енглеском (текстописци Чаноа Чен и Дуња Вујадиновић), баладна и поп-рок изведба. Песма је 13. априла промовисана у Амстердаму.
| Промотивни диск „Моје 3 — Љубав је свуда“ 1. Love Is All Around Us (Pop Rock Version) (3:33) 2. Love Is All Around Us (Ballad Version) (3:48) 3. Ljubav je svuda (Pop Rock Version) (3:33) 4. Ljubav je svuda (Instrumental) (3:47) 5. Love Is All Around Us (3:06) 6. Ljubav je svuda (3:06) 7. Love Is All Around Us (Karaoke Version) (03:29) 8. Ljubav je svuda (Karaoke Version) (03:29) |